# بطولة تونس لكرة السلة للرجال 1994–95
بطولة تونس لكرة السلة للرجال 1994–95 هو الموسم رقم 40 من بطولة تونس لكرة السلة للرجال.

فاز بهذا الموسم النجم الأولمبي لحلق الوادي والكرم.

## روابط خارجية
- الموقع الرسمي للجامعة التونسية لكرة السلة.